# Mildred (Texas)
Mildred é uma cidade  localizada no estado norte-americano de Texas, no Condado de Navarro.

## Demografia
Segundo o censo norte-americano de 2000, a sua população era de 405 habitantes.
Em 2006, foi estimada uma população de 448, um aumento de 43 (10.6%).

## Geografia
De acordo com o United States Census Bureau tem uma área de
5,9 km², dos quais 5,7 km² cobertos por terra e 0,2 km² cobertos por água.

## Localidades na vizinhança
O diagrama seguinte representa as localidades num raio de 12 km ao redor de Mildred.